# Ligny-en-Cambrésis
Ligny-en-Cambrésis est une commune française située dans le département du Nord (59), en région Hauts-de-France.
Ses habitants sont appelés les Lignysiens. Le nom jeté des habitants de Ligny est les Leus (les Loups).

## Géographie

### Localisation
Ligny-en-Cambrésis est située à 3,4 km à vol d'oiseau au sud-ouest de Caudry, dans le sud du département du Nord. Le Cateau-Cambrésis est à 11,5 km, Cambrai à 13,1 km et Lille, la capitale régionale, à 63,4 km,.
| Fontaine-au-Pire      | Fontaine-au-Pire   | Caudry                       |
| Haucourt-en-Cambrésis | Ligny-en-Cambrésis | Caudry Montigny-en-Cambrésis |
| Walincourt-Selvigny   | Caullery           | Clary                        |

### Hydrographie

#### Réseau hydrographique
La commune est située dans le bassin Artois-Picardie. Elle est drainée par le Torrent d'Esnes, le ruisseau d'Iris, le Hameau et le Riot des Quarante,,.
Le Torrent d'Esnes, d'une longueur de 19 km, prend sa source dans la commune de Bertry et se jette  dans la rivière Escaut à Crèvecœur-sur-l'Escaut, après avoir traversé neuf communes. 

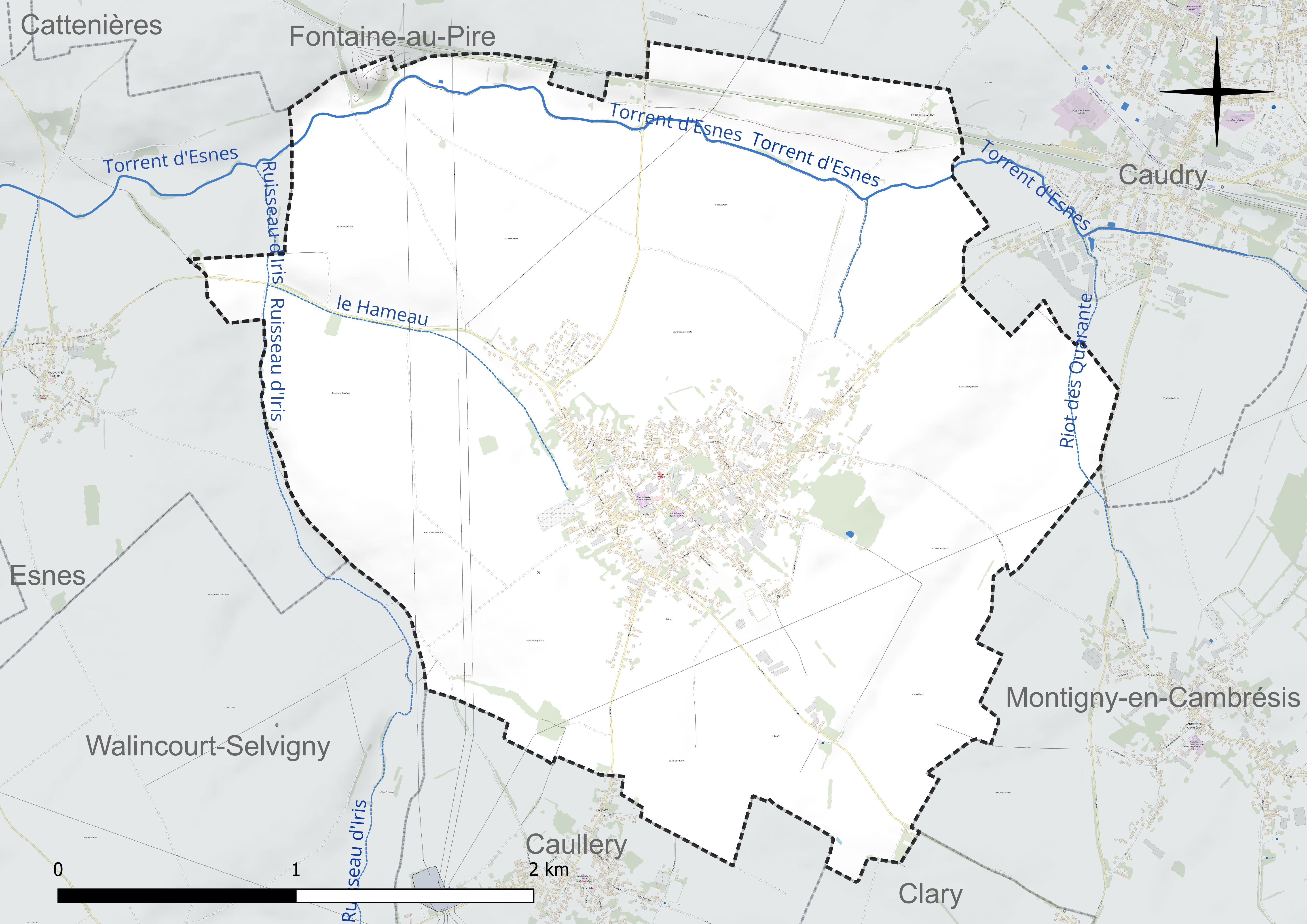
Réseau hydrographique de Ligny-en-Cambrésis.

#### Gestion et qualité des eaux
Le territoire communal est couvert par le schéma d'aménagement et de gestion des eaux (SAGE) « Escaut ». Ce document de planification concerne un territoire de 2 005 km2 de superficie, délimité par le bassin versant de l'Escaut. Le périmètre a été arrêté le 9 juin 2006 et le SAGE proprement dit a été approuvé le 13 juillet 2021. La structure porteuse de l'élaboration et de la mise en œuvre est le syndicat mixte Escaut et Affluents (SyMEA). 
La qualité des cours d'eau peut être consultée sur un site dédié géré par les agences de l'eau et l'Agence française pour la biodiversité. 

### Climat
Pour des articles plus généraux, voir Climat des Hauts-de-France et Climat du Nord.
En 2010, le climat de la commune est de type climat océanique dégradé des plaines du Centre et du Nord, selon une étude du CNRS s'appuyant sur une série de données couvrant la période 1971-2000. En 2020, Météo-France publie une typologie des climats de la France métropolitaine dans laquelle la commune est dans une zone de transition entre le climat océanique et le climat océanique altéré et est dans la région climatique  Nord-est du bassin Parisien, caractérisée par un ensoleillement médiocre, une pluviométrie moyenne régulièrement répartie au cours de l'année et un hiver froid (3 °C). 
Pour la période 1971-2000, la température annuelle moyenne est de 9,9 °C, avec une amplitude thermique annuelle de 14,3 °C. Le cumul annuel moyen de précipitations est de 762 mm, avec 11,9 jours de précipitations en janvier et 9 jours en juillet. Pour la période 1991-2020, la température moyenne annuelle observée sur la station météorologique la plus proche, située sur la commune d'Épehy à 21 km à vol d'oiseau, est de 10,6 °C et le cumul annuel moyen de précipitations est de 752,8 mm,. Pour l'avenir, les paramètres climatiques de la commune estimés pour 2050 selon différents scénarios d'émission de gaz à effet de serre sont consultables sur un site dédié publié par Météo-France en novembre 2022.

### Voies de communication et transports
Ligny-en-Cambrésis est au croisement des routes départementales D15 et D16. La commune est desservie par deux lignes du réseau CambrésiX, groupement composé de six entreprises de transport locales, vers Caudry et Villers-Outréaux d'une part, Cambrai et Élincourt d'autre part.
La gare SNCF la plus proche est à Caudry.

## Urbanisme

### Typologie
Au 1er janvier 2024, Ligny-en-Cambrésis est catégorisée ceinture urbaine, selon la nouvelle grille communale de densité à sept niveaux définie par l'Insee en 2022.
Elle est située hors unité urbaine. Par ailleurs la commune fait partie de l'aire d'attraction de Caudry, dont elle est une commune de la couronne,. Cette aire, qui regroupe 17 communes, est catégorisée dans les aires de moins de 50 000 habitants,.

### Occupation des sols
L'occupation des sols de la commune, telle qu'elle ressort de la base de données européenne d'occupation biophysique des sols Corine Land Cover (CLC), est marquée par l'importance des territoires agricoles (88,3 % en 2018), en diminution par rapport à 1990 (91 %). La répartition détaillée en 2018 est la suivante : 
terres arables (87 %), zones urbanisées (11,7 %), prairies (1,3 %). L'évolution de l'occupation des sols de la commune et de ses infrastructures peut être observée sur les différentes représentations cartographiques du territoire : la carte de Cassini (XVIIIe siècle), la carte d'état-major (1820-1866) et les cartes ou photos aériennes de l'IGN pour la période actuelle (1950 à aujourd'hui).

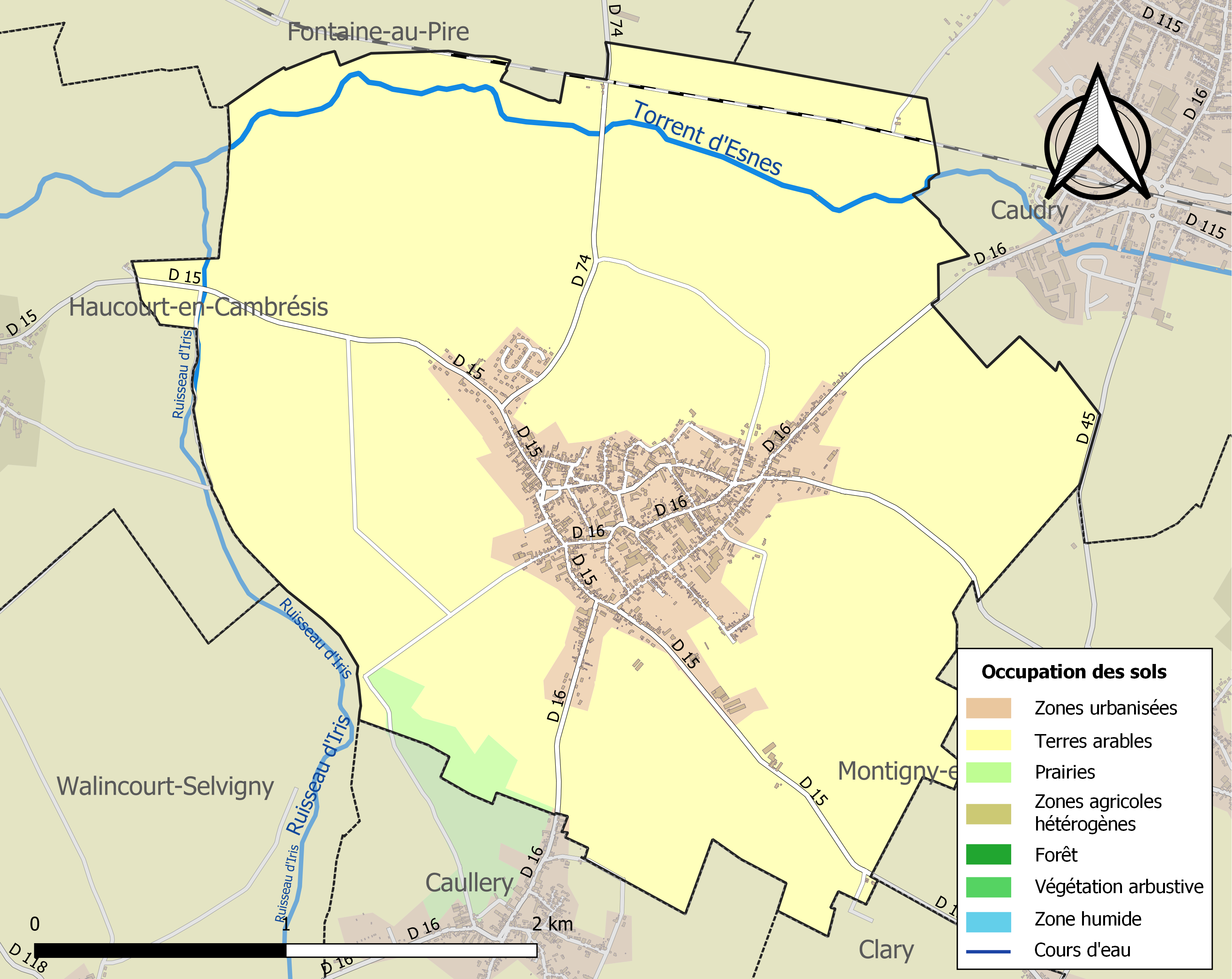
Carte des infrastructures et de l'occupation des sols de la commune en 2018 (CLC).

### Logement
En 2008, Ligny-en-Cambrésis comptait 679 résidences principales, auxquelles s'ajoutaient 68 logements vacants, soit 9 % du total, et 10 résidences secondaires ou logements occasionnels. Les maisons représentaient 98,5 % de l'ensemble des logements, pourcentage pratiquement identique au recensement de 1999 (98,7 %) et nettement supérieur à celui observé dans le département du Nord (68,6 %).
La part de résidences principales datant d'avant 1949 s'élevait à 70,9 %. Pour les constructions plus récentes, 16,6 % des logements dataient d'entre 1949 et 1974 et 12,5 % d'après 1975.

## Toponymie
Ligny dériverait selon Eugène Mannier de Liniacum. Comme c'est le cas de nombreuses localités, le suffixe celtique « -iacum » ou « -iaco » (plus tard évoluant en « -y »), a été accolé à un nom propre, celui du propriétaire du domaine. Le village est ainsi mentionné en 878 sous le nom de Liniacum, puis en 1046 comme Lineium, en 1174 comme Lengni, en 1204 comme Lengniacum.
Ligny est devenu Ligny-en-Cambrésis en 1894, puis Ligny-Haucourt en 1972 après la fusion avec Haucourt-en-Cambrésis, et a repris son nom en 1997 lors de la séparation des deux communes.

## Histoire

### Antiquité et Moyen Âge
La localité appartenait, à l'époque gallo-romaine, à la cité des Nerviens, dont la première capitale fut Bavay, remplacée au IVe siècle par Cambrai. Il est possible qu'une villa gallo-romaine, propriété d'un Licinius qui serait à l'origine du nom de la localité, ait occupé le site du château érigé au Moyen Âge.
Le village est mentionné à la fin du IXe siècle par le cartulaire de l'église de Cambrai. C'est de cette époque que datent les premiers remparts du château. En 1046, l'église de Ligny, ecclesia de Lineio, fut concédée par l'évêque de Cambrai Gérard Ier à l'Abbaye Saint-André du Cateau.
En 1286, Mathieu de Ligny accorde une loi aux habitants de Ligny.

### Époques modernes et contemporaines
Le 12 février 1581 les Français de la garnison de Cambrai s'emparent du château propriété de la famille de Villers-au-Tertre, une branche de la maison de Wavrin, du parti de l'Espagne. Le 7 août 1583 c'est le gouverneur de Cambrai Balagny se rend maître du château ainsi que de 120 prisonniers.
Les Villers-au-Tertre restent seigneurs du village jusqu'à la Révolution française.
Le village a longtemps vécu non seulement de l'agriculture, mais aussi du tissage à domicile de toiles de lin, pratiqué par les mulquiniers dans leur cave pour l'humidité nécessaire au travail de ce fil. Cette activité a aujourd'hui disparu, remplacée aux XIXe et XXe siècles par des ateliers textiles eux-mêmes fermés pour la plupart.
En 1793 la commune de Ligny a été rattachée au département du Nord, au district de Cambrai et au canton de Walincourt, puis, en 1801, au canton de Clary.
Durant la Première Guerre mondiale, Cambrai est occupée. La bataille de Cambrai se déroule à une vingtaine de kilomètres à l'ouest.
La zone est à nouveau occupée durant la Seconde Guerre mondiale.

## Politique et administration

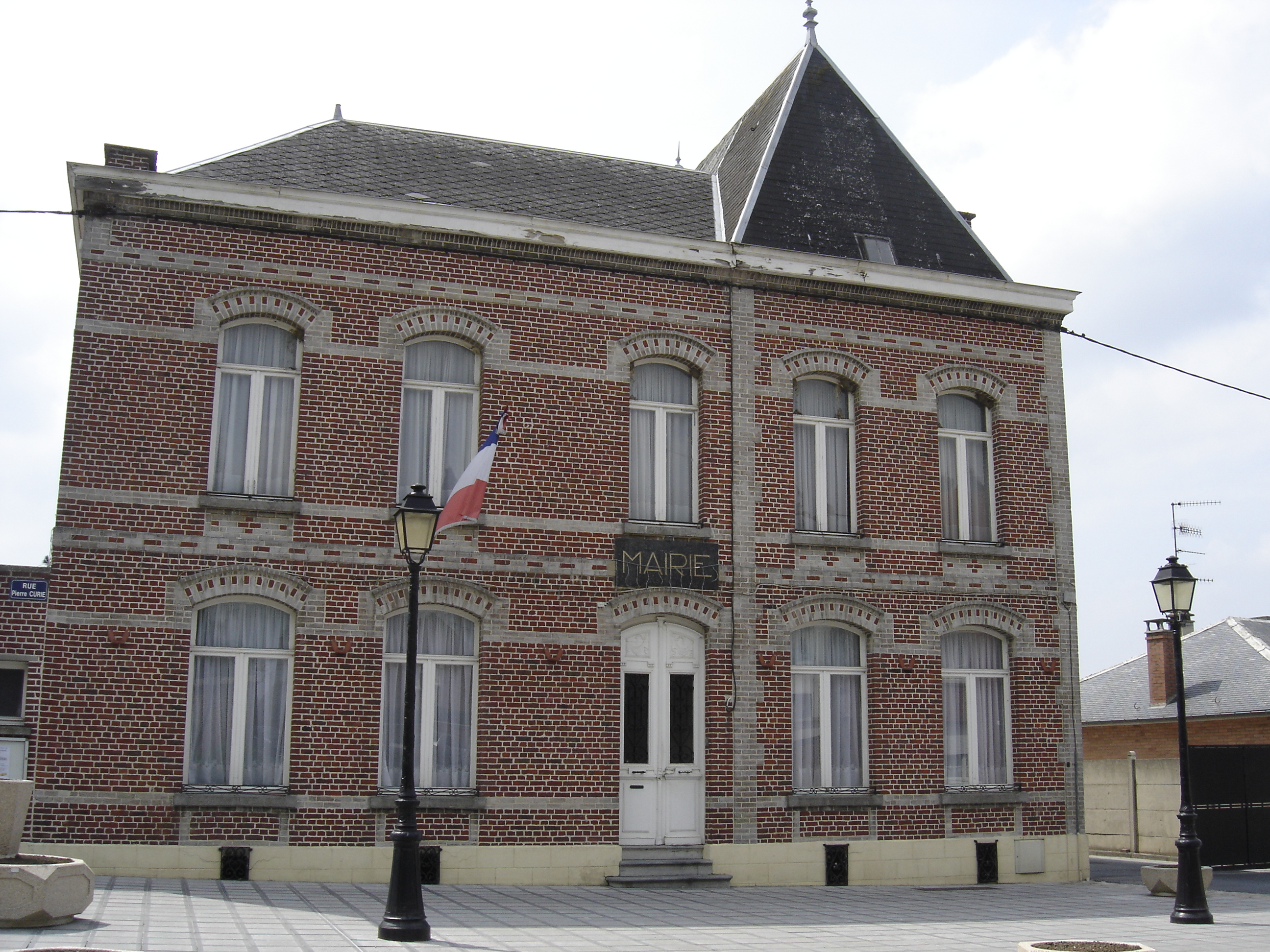
La mairie

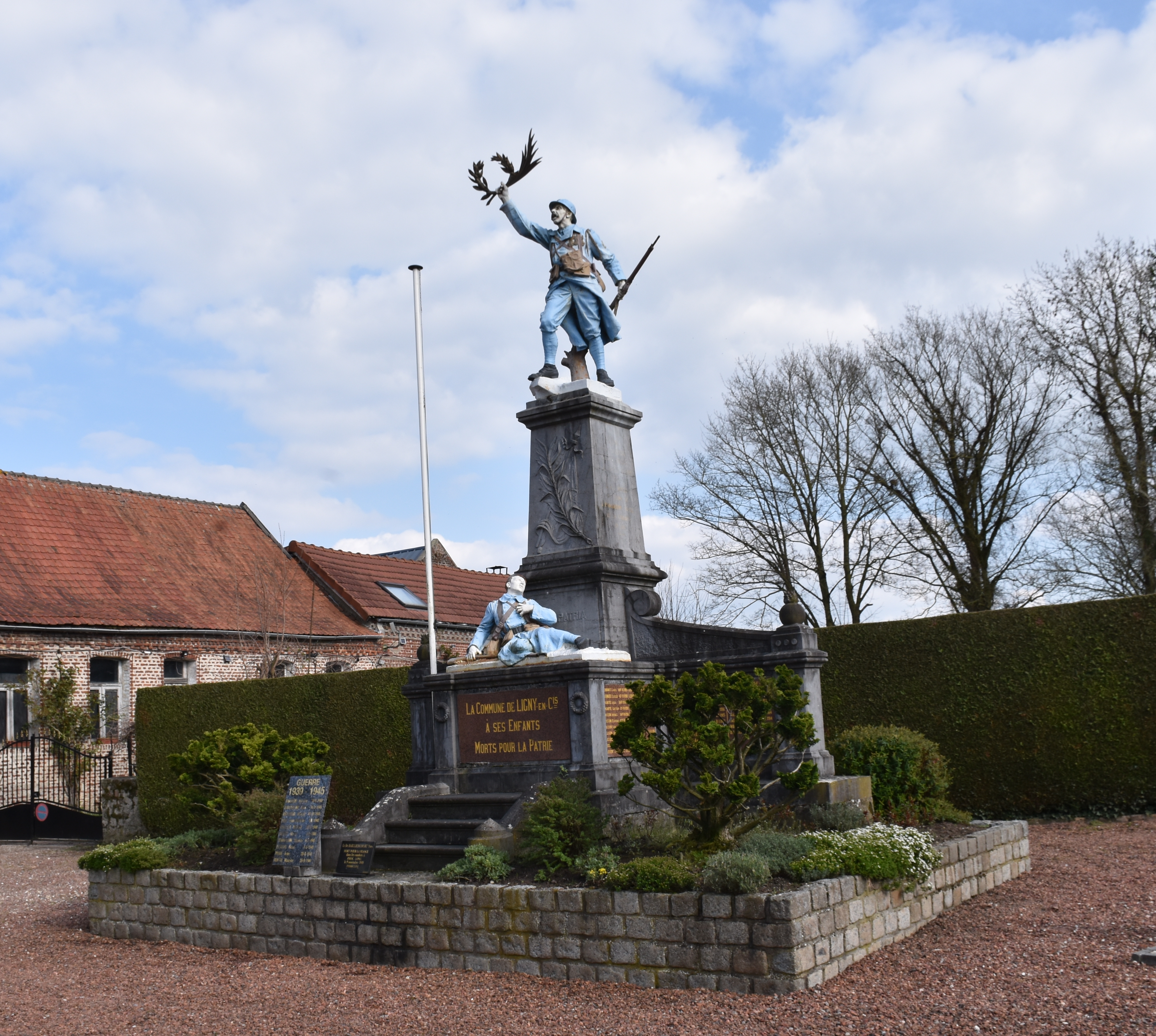
Le monument aux morts.

### Administration municipale
La commune ayant entre 1500 et 2 500 habitants en 2008 le nombre de conseillers municipaux est de 19. Depuis 2008 le maire est Michèle Brulant.
Ligny est membre de la communauté de communes du Caudrésis - Catésis, qui comprend 46 communes et 62 951 habitants.

### Liste des maires
Maire en 1802-1803 : Albert Villers.
Maire en 1807 : Devillers (la même personne qu'en 1802-1803?).
| Période   | Période                               | Identité                                         | Étiquette | Qualité |
| --------- | ------------------------------------- | ------------------------------------------------ | --------- | ------- |
|           | 6 mars 1998 (mort en cours de mandat) | Norbert Poulain, (22 janvier 1942 - 6 mars 1998) |           |         |
| 1998      | mars 2014                             | Michèle Brulant                                  |           |         |
| mars 2014 | 2020                                  | Pierre-Alain Taisne († 28 mai 2025)              |           |         |
| 2020      | En cours                              | Julien Léonard                                   |           |         |

### Tendances politiques et résultats
Au premier tour de l'élection présidentielle de 2012, les quatre candidats arrivés en tête à Ligny sont Marine Le Pen (FN, 28,65 %), François Hollande (PS, 25,88 %), Nicolas Sarkozy (UMP, 24,86 %) et Jean-Luc Mélenchon (Front de gauche, 9,70 %) avec un taux de participation de 83,97 %. Au deuxième tour François Hollande arrive en tête avec 50,20 % des voix, pour un taux de participation de 82,06 %.
Au deuxième tour des élections régionales de 2010, 50,15 % des suffrages exprimés sont allés à la liste conduite par Daniel Percheron (PS), 23,68 % à celle de Valérie Létard (UMP), et 26,16 % à la liste FN de Marine Le Pen, pour un taux de participation de 53,12 %.
Aux élections européennes de 2009, les deux meilleurs scores à Ligny-en-Cambrésis étaient ceux de la liste du Parti socialiste conduite par Gilles Pargneaux, qui a obtenu 110 suffrages soit 22,36 % des suffrages exprimés (département du Nord 19,55 %), et de la liste de la majorité présidentielle conduite par Dominique Riquet, qui a obtenu 101 suffrages soit 20,53 % des suffrages exprimés (département du Nord 24,57 %) pour un taux de participation de 40,81 %.
Au deuxième tour de l'élection présidentielle de 2007, 54,55 % des électeurs ont voté pour Nicolas Sarkozy (UMP), et 45,45 % pour Ségolène Royal (PS), avec un taux de participation de 86,41 %.
Au deuxième tour des élections législatives de 2007, 51,25 % des électeurs de Ligny-en-Cambrésis ont voté pour François-Xavier Villain (UMP) (57,45 % dans la 18e circonscription du Nord), 48,75 % pour Brigitte Douay (PS) (42,55 % dans la circonscription), avec un taux de participation de 65,42 % à Ligny-en-Cambrésis et de 60,08 % dans la circonscription.

### Instances judiciaires et administratives
La commune de Ligny-en-Cambrésis est dans le ressort de la cour d'appel de Douai, du tribunal d'instance, du tribunal de grande instance, du tribunal pour enfants et du conseil de prud'hommes de Cambrai, du tribunal de commerce de Douai, du tribunal administratif de Lille et de la cour administrative d'appel de Douai.

### Politique environnementale
La protection et la mise en valeur de l'environnement font partie des compétences de la communauté de communes du Caudrésis - Catésis. Ses « brigades vertes » interviennent sur le territoire de l'ensemble des communes pour la création et l'entretien des espaces verts, l'aménagement de l'espace rural, les plantations et l'abattage d'arbres.

### Jumelages
Au 20 avril 2012, Ligny n'est jumelée avec aucune autre commune.

## Population et société

### Démographie

#### Évolution démographique
L'évolution du nombre d'habitants est connue à travers les recensements de la population effectués dans la commune depuis 1793. Pour les communes de moins de 10 000 habitants, une enquête de recensement portant sur toute la population est réalisée tous les cinq ans, les populations de référence des années intermédiaires étant quant à elles estimées par interpolation ou extrapolation. Pour la commune, le premier recensement exhaustif entrant dans le cadre du nouveau dispositif a été réalisé en 2007.

En 2022, la commune comptait 1 874 habitants, en évolution de −1,32 % par rapport à 2016 (Nord : +0,51 %, France hors Mayotte : +2,11 %).
| 1793  | 1800  | 1806  | 1821  | 1831  | 1836  | 1841  | 1846  | 1851  |
| ----- | ----- | ----- | ----- | ----- | ----- | ----- | ----- | ----- |
| 1 290 | 1 358 | 1 108 | 1 391 | 1 428 | 1 577 | 1 676 | 1 710 | 1 767 |

| 1856  | 1861  | 1866  | 1872  | 1876  | 1881  | 1886  | 1891  | 1896  |
| ----- | ----- | ----- | ----- | ----- | ----- | ----- | ----- | ----- |
| 1 883 | 1 991 | 2 151 | 2 192 | 2 230 | 2 147 | 2 146 | 2 137 | 2 218 |

| 1901  | 1906  | 1911  | 1921  | 1926  | 1931  | 1936  | 1946  | 1954  |
| ----- | ----- | ----- | ----- | ----- | ----- | ----- | ----- | ----- |
| 2 442 | 2 556 | 2 723 | 2 416 | 2 401 | 2 354 | 2 212 | 2 042 | 2 078 |

| 1962  | 1968  | 1975  | 1982  | 1990  | 1999  | 2006  | 2007  | 2012  |
| ----- | ----- | ----- | ----- | ----- | ----- | ----- | ----- | ----- |
| 2 112 | 2 012 | 2 107 | 1 889 | 1 835 | 1 658 | 1 687 | 1 691 | 1 863 |

| 2017  | 2022  | - | - | - | - | - | - | - |
| ----- | ----- | - | - | - | - | - | - | - |
| 1 894 | 1 874 | - | - | - | - | - | - | - |

#### Pyramide des âges
La population de la commune est relativement jeune.
En 2018, le taux de personnes d'un âge inférieur à 30 ans s'élève à 38,6 %, soit en dessous de la moyenne départementale (39,5 %). À l'inverse, le taux de personnes d'âge supérieur à 60 ans est de 20,7 % la même année, alors qu'il est de 22,5 % au niveau départemental.
En 2018, la commune comptait 940 hommes pour 955 femmes, soit un taux de 50,4 % de femmes, légèrement inférieur au taux départemental (51,77 %).
Les pyramides des âges de la commune et du département s'établissent comme suit.
| Hommes | Classe d’âge | Femmes |
| ------ | ------------ | ------ |
| 0,1    | 90 ou +      | 1,5    |
| 5,9    | 75-89 ans    | 8,3    |
| 13,1   | 60-74 ans    | 12,7   |
| 20,0   | 45-59 ans    | 19,2   |
| 20,6   | 30-44 ans    | 21,2   |
| 16,6   | 15-29 ans    | 15,5   |
| 23,7   | 0-14 ans     | 21,6   |

| Hommes | Classe d’âge | Femmes |
| ------ | ------------ | ------ |
| 0,5    | 90 ou +      | 1,4    |
| 5,3    | 75-89 ans    | 8,1    |
| 14,8   | 60-74 ans    | 16,2   |
| 19,1   | 45-59 ans    | 18,4   |
| 19,5   | 30-44 ans    | 18,7   |
| 20,7   | 15-29 ans    | 19,1   |
| 20,2   | 0-14 ans     | 18     |

### Enseignement
La commune gère une école maternelle et une école publique de neuf classes rattachée au secteur du collège François-Villon de Walincourt-Selvigny dans la circonscription de Cambrai-sud et l'académie de Lille.

### Santé
En 2012 Ligny-en-Cambrésis compte deux médecins généralistes, une infirmière et une pharmacie. L'hôpital le plus proche est celui de Cambrai.

### Cultes
Les Lignysiens disposent d'un lieu de culte catholique : l'église Saint-Martin. Cette église dépend du « relais des cinq clochers » de la paroisse « Sainte-Anne-en-Cambrésis » rattachée à l'archidiocèse de Cambrai.

## Économie

### Revenus de la population et fiscalité
En 2009, le revenu fiscal médian par ménage était de 15 161 €, ce qui plaçait Ligny-en-Cambrésis au 26 448e rang  parmi les 31 604 communes de plus de 50 ménages en métropole.

### Emploi
Ligny-en-Cambrésis se trouve dans le bassin d'emploi du Cambrésis. L'agence Pôle emploi pour la recherche d'emploi la plus proche est localisée à Caudry.
En 2008, la population de Ligny-en-Cambrésis se répartissait ainsi : 72,6 % d'actifs, ce qui est légèrement supérieur aux 71,6 % d'actifs de la moyenne nationale et 7,3 % de retraités, un chiffre inférieur au taux national de 8,5 %. Le taux de chômage était de 9 % contre 12,5 % en 1999.

### Entreprises et commerces
Au 31 décembre 2009, Ligny-en-Cambrésis comptait 96 établissements. 
Répartition des établissements par domaines d'activité au 31 décembre 2009
|                             | Ensemble | Agriculture | Industrie | Construction | Commerce | Services |
| --------------------------- | -------- | ----------- | --------- | ------------ | -------- | -------- |
| Nombre d'établissements     | 96       | 13          | 12        | 13           | 47       | 11       |
| %                           | 100 %    | 13,5 %      | 12,5 %    | 13,5 %       | 49,0 %   | 11,5 %   |
| Sources des données : INSEE |          |             |           |              |          |          |

## Culture et patrimoine

### Monuments et lieux historiques

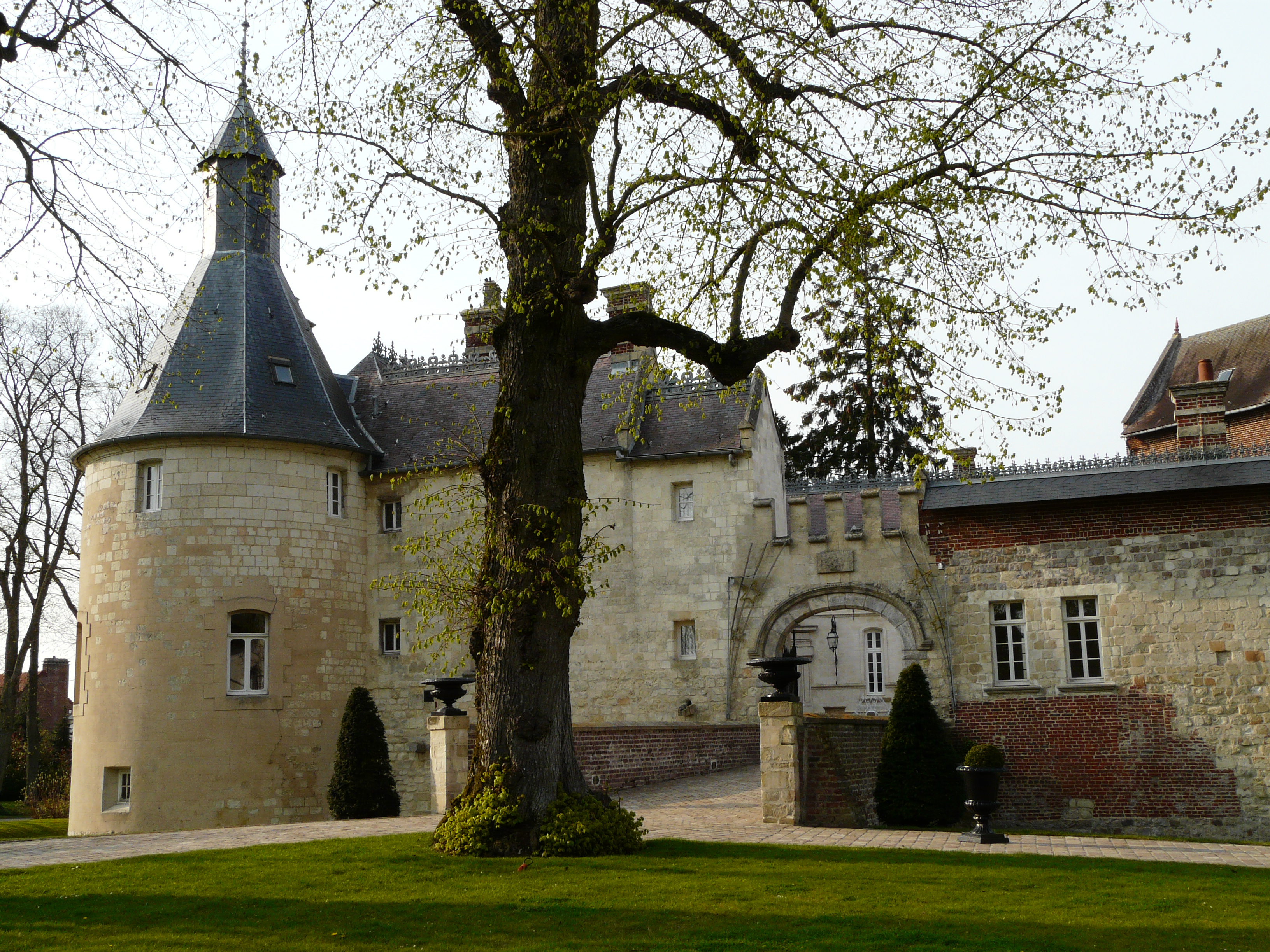
Vue du château

Le château de Ligny, situé au centre du village, date de l'époque médiévale. Ses premières fortifications remontent probablement au IXe siècle. Une grosse tour ronde en pierre blanche est le seul vestige subsistant des constructions du Moyen Âge. Au XIIe siècle le château était l'un des plus importants du Cambrésis, et ses seigneurs y battaient monnaie. En 1581, les Français de la garnison de Cambrai s'en emparent et le confisquent à ses seigneurs, les Villers-au-Tertre, du parti des Espagnols. Le château est remanié au XVIIe siècle par cette même famille : le portail d'entrée en grès date de 1635. Après d'importants travaux de restauration en 1996 le château abrite un hôtel quatre étoiles et un restaurant gastronomique,.
La brasserie Pattyn, fondée de source orale au XIXe siècle, est reprise après la Première Guerre mondiale par deux brasseurs de Quiévy. À partir de 1925 la « brasserie de Ligny » fabrique du malt et de la bière, le « bock des Leus ». En 1927 la production s'élevait à 20 000 hectolitres de bière de fermentation haute. Interrompue par la Deuxième Guerre mondiale, la production reprend vers 1946, avec 25 000 hectolitres de bière de fermentation mixte et se poursuit jusqu'en 1963. L'usine est convertie en dépôt de boissons, puis en dépôt de charbon. Les bâtiments sont inscrits à l'inventaire des monuments historiques depuis le 30 août 1999.
Ligny-en-Cambrésis communal cemetery  est un cimetière militaire britannique géré par la Commonwealth War Graves Commission.

### Personnalités liées à la commune
- Florian Sénéchal (né le 10 juillet 1993 à Cambrai), coureur cycliste français ayant habité la commune[52].

### Héraldique
|  | Les armes de Ligny-en-Cambrésis se blasonnent ainsi : "D'azur à un écusson d'argent, accompagné de onze billettes du même mises en orle." |

## Pour approfondir